# Media mix
Trong giải trí và văn hóa Nhật Bản, cụm từ Media mix (メディアミックス, media mikkusu), tạm dịch là Truyền thông hỗn hợp là một chiến lược phân tán nội dung thông qua nhiều đại diện: truyền thông phát sóng, công nghệ trò chơi, điện thoại di động, đồ chơi, công viên giải trí, các loại hình khác.  Đây là một thuật ngữ về một dạng nhượng quyền đa truyền thông ở Nhật Bản.

## Thuật ngữ
- Anime-ka (アニメ化): "Anime hoá" - chuyển thể hay dựng lại bằng anime
- Dorama-ka (ドラマ化):  "Drama hoá" - chuyển thể hay dựng lại bằng phim truyền hình
- Gēmu-ka (ゲーム化): "Drama hoá" -  chuyển thể hay viết lại bằng trò chơi máy tính
- Noberaizu (ノベライズ): "novelize" (tiểu thuyết hóa) -   chuyển thể hay viết lại bằng tiểu thuyết
- Komikaraizu (コミカライズ):  "comicalize", hoặc manga-ka (漫画化): "manga hoá" -  chuyển thể hay viết lại bằng manga
- Eiga-ka (映画化): "điện ảnh hoá" - chuyển thể hay dựng lại bằng phim điện ảnh hoạt hình (phim chiếu rạp hoặc phim DVD)